# Norman Ramsey

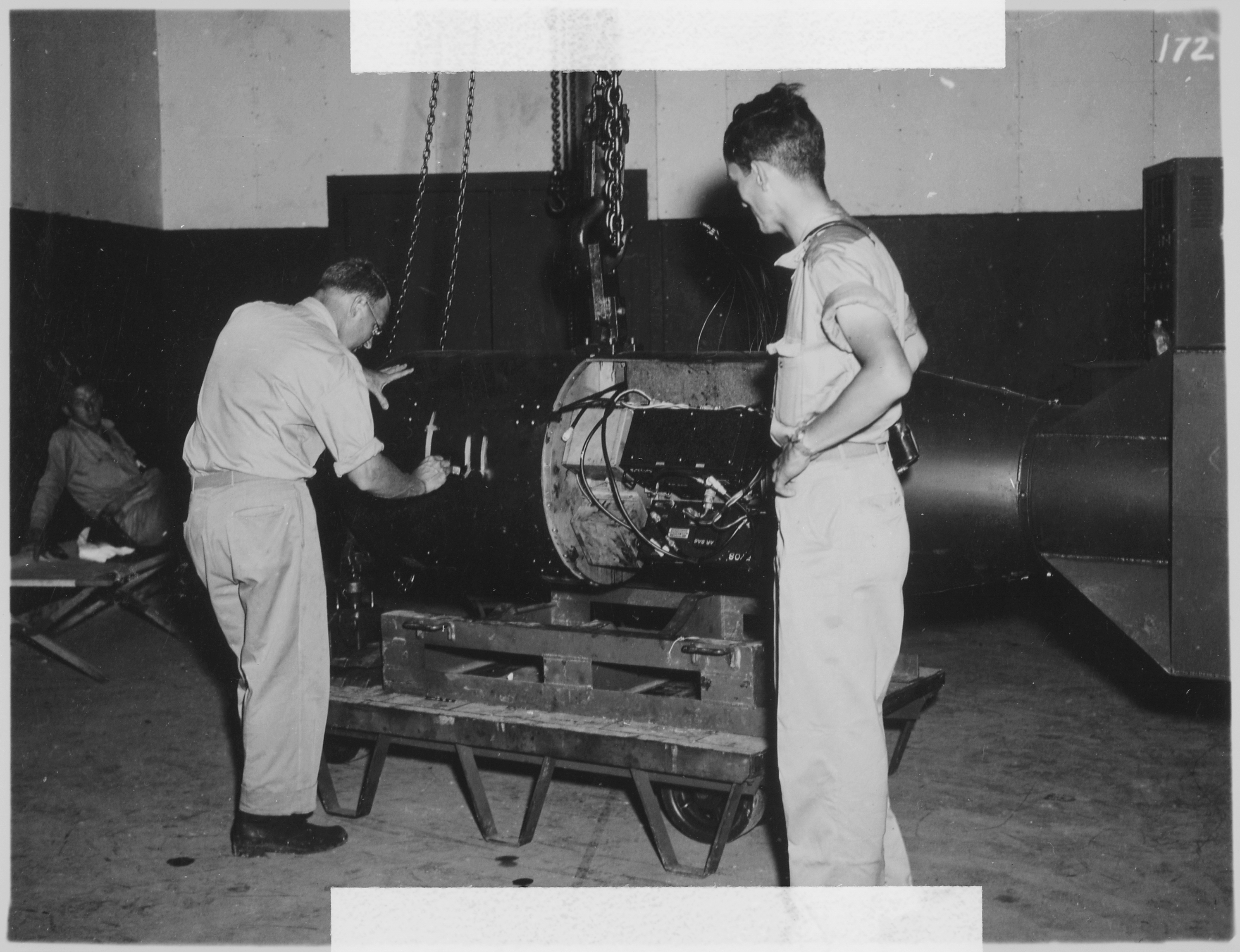
Norman Foster Ramsey (rechts) met de atoombom Little Boy (1945)

Norman Foster Ramsey (Washington D.C., 27 augustus 1915 – Wayland (Massachusetts), 4 november 2011) was een Amerikaans natuurkundige. Hij kreeg in 1989 de Nobelprijs voor Natuurkunde voor de uitvinding van de separated oscillatory field method, die belangrijke toepassing had in de constructie van masers en atoomklokken. Ramsey deelde de prijs met Hans Dehmelt en Wolfgang Paul die de Nobelprijs wonnen voor ander werk.

## Biografie
Ramsey werd geboren als zoon van Norman Ramsey Sr., stafofficier in het Amerikaanse leger en Minnie Bauer Ramsey, een voormalig wiskundedocente bij de Universiteit van Kansas. Wegens de militaire overplaatsingen van zijn vader verhuisde het gezin Ramsey regelmatig, onder andere naar Parijs. Rond 1931 begon hij aan een ingenieursstudie aan de Columbia-universiteit. Na het behalen van zijn bachelorgraad in 1935 bezocht hij de Universiteit van Cambridge in Engeland, waar hij een bachelorgraad in de natuurkunde verkreeg. Maurice Goldhaber was zijn docent.
Daarna werkte hij verder bij Columbia, in de onderzoeksgroep van Isidor Isaac Rabi. Deze had net de moleculair-bundel magneetresonatie-methode uitgevonden. Samen met Rabi en diens medewerkers Kellogg en Zacharias onderzocht hij het kernmoment en ontdekte het elektrische quadrupoolmoment van deuterium. Na zijn promotie bij Rabi in 1940 ging hij als Fellow van het Carnergie Institution naar Washington D.C. om de neutron-protonverstrooiing en de verstrooiing van neutronen van heliumkernen te onderzoeken.
Tijdens de Tweede Wereldoorlog werkte hij aanvankelijk aan radaronderzoek bij het MIT-Radiation-Lab (ontwikkeling van een 3cm radar) maar vanaf 1943 was hij actief in het Manhattanproject waar hij werkte aan de ontwikkeling van de atoombom in Los Alamos.
Na de oorlog hervatte Ramsey zijn moleculaire-bundelexprimenten aan Columbia en onderzocht hij de hyperfijnstructuur in het spectrum van waterstofatomen. Daarnaast was hij met Rabi een van de iniatoren in de oprichting van het Brookhaven National Laboratory (BNL).
In 1947 werd hij hoogleraar aan de Harvard-universiteit, waar hij een laboratorium inrichtte voor moleculaire-bundelexperimenten. Hier ontwikkelde hij ook zijn Separated Oscillatory Field Method voor kernspinresonantie en voerde hij met zijn studenten en medewerkers talrijke experimenten uit op het gebied van de moleculaire- en kernfysica. Met zijn student Daniel Kleppner ontwikkelde hij de waterstofmaser die vervolgens werd gebruikt om nauwkeurigere metingen te doen aan de hyperfijnverstrooiing van waterstof-, deuterium- en tritumatomen. Met Robert Vessot en anderen ontwikkelde hij daaruit tevens een atoomklok met een tot dan toe ongekende nauwkeurigheid.
Ramsey was in de jaren vijftig de eerste wetenschappelijk adviseur van de NAVO en initieerde zomerschoolprogramma's om Europese wetenschappers op te leiden. In 1982 leidde hij een nationaal onderzoekscommissie die vaststelde dat geluidssporen geen bewijs leverden dat bij de moordaanslag op John F. Kennedy in 1963 sprake was van de betrokkenheid van een tweede schutter.
In 1986 ging Ramsey bij Harvard met emeritaat, hoewel hij daarna actief bleef in de fysica. Zo was hij onder andere gasthoogleraar aan de universiteit van Chicago, Williams College en de universiteit van Michigan. Ramsey was gehuwd met Elinor Stedman Jameson, met wie hij vier dochters kreeg. Na haar overlijden in 1983 hertrouwde hij twee jaar later met Ellie Welch.

## Onderscheidingen
Naast de Nobelprijs voor de Natuurkunde in 1989 won hij ook enkele andere belangrijke wetenschappelijke prijzen, waaronder onder andere de Ernest Orlando Lawrence Award (1960), de Davisson-Germer Prize (1974) van de American Physical Society, de Rumford-Prijs (1985), Oersted-medaille (1988) en de National Medal of Science (1988). In 1984 ontving hij de IEEE Medal of Honor voor "fundamentele bijdragen aan zeer nauwkeurige tijd- en frequentiestandaarden geïllustreerd door de cesiumatoomklok en de waterstofmaseroscillator".
Verder kreeg hij eredoctoraten van Case Western Reserve University, Middlebury College, Rockefeller-universiteit en de universiteit van Oxford, Chicago en Sussex.

## Werken
- Experimental Nuclear Physics (1953, samen met E. Sergè)
- Nuclear Moments (1953)
- Moleclar Beams (1956)
- Quick Calculus (1965, samen met D. Kleppner)
- Spectroscopie with Coherent Radiation (1989)